# Viola
Viola (francuski: alto; njemački: Bratsche) je gudačko glazbalo altovskog zvukovnog registra s četiri žice. Na prvi je pogled vrlo slična violini: veličinom je tek nešto veća, a ugodom je za čistu kvintu dublja. Svira se na isti način kao i violina, ali se od nje razlikuje u boji zvuka: zvuk viole je, naime, puniji i tamniji od zvuka violine. Standardno je glazbalo gudačkih komornih sastava, simfonijskih orkestara i glazbalo solističkog koncertiranja. Zbog svojega nježnog zvuka često u orkestraciji ima ulogu svojevrsne harmonijske pratnje, jer svojim tonskim opsegom u orkestralnoj glazbi prirodno popunjava zvukovni prostor između violina i violončela. Solističke skladbe za violu nisu brojne niti popularne poput skladba pisanih za violinu. Osoba koja svira violu naziva se violistom ili violisticom.

## Oblik viole
Po materijalu i građi, viola je slična violini, ali nešto veća i različitijih proporcija. U prosjeku, tijelo najveće standardne viole je 3 do 10 centimetara duže od violine, a dužina joj u prosjeku iznosi oko 40 centimetara. Tijela malih viola proizvedenih za djecu obično su duge do svega tridesetak centimetara što je jednako violini prepolovljene dužine, no često se na violinu stavljaju žice namijenjene violi (C, G, D i A) jer neka djeca ne bi mogla rukovati violama većih dimenzija. Za razliku od violine, viola nema jednu standardnu veličinu. Tijelo viole trebalo bi biti dugo oko 53 centimetra kako bi akustički bilo identično violini, no zbog tih velikih dimenzija bilo bi ju nepraktično svirati na način sviranja violine. Violisti su stoljećima eksperimentirali veličinom i oblikom viole, kao i vrstom žica i gradivnog drveta kako bi proizveli violi osebujan zvuk.
Veći pokusi s veličinom viole obično su se njenim zvukom bavili povećavanjem dimenzija. Viola alta namijenjena Wagnerovim operama djelo je Hermanna Rittera, a bila je duga 48 centimetara. Model Lionela Tertisa ima šire tijelo i dublja rebra kako bi glazbenik mogao istaknuti specifičan zvuk viole. No svi eksperimenti s produžavanjem tijela viole rezultiraju puno dubljim tonom, sličnim zvuku violončela, tako da skladbe koje su skladane za violu tradicionalne veličine mogu proizvesti neželjene posljedice u zvukovnoj ravnoteži orkestara.
Novije (i radikalnije oblikovane) inovacije bave se ergonomskim problemima pri sviranju viole - ona se skraćuje i čini lakšom dok se istovremeno nalaze načini održavanja tradicionalnog zvuka. To uključuje "odrezanu" violu Otta Erdesza koja ima jedan izrezan kut radi lakšeg rukovanja, zatim viole oblikovane kao glazbalo viol (također s pomičnim vratom i javorovim drvetom, s furnirom od grafitnih vlakana koji smanjuje težinu); viole koje se sviraju kao violončelo (vertikalna viola), kao i viole Bernarda Sabatiera, nalik motivima iz slika Salvadora Dalíja: razlomljenih dimenzija i oblikom kojim daju dojam da se glazbalo topi. Vrijedan spomena je i model Davida Rivinusa, "Pellegrina".
Bilo je i drugih pokusa osim onih koji se tiču ergonomije i zvuka. Američki skladatelj Harry Partch na tijelo viole ugradio je vrat violončela kako bi omogućio intoniranje svoje 43-tonske ljestvice. Nekoliko graditelja glazbala proizvelo je viole s pet žica koje omogućuju veći raspon tonova. Na tim instrumentima svira se moderna glazba, ali može se svirati i glazba skladana za viol.

## Sviranje viole
Vještina potrebna za sviranje viole, naizgled je slična tehnici violine, no od nje se u mnogo čemu razlikuje. Nazivi za razne pokrete gudalom i dinamičke oznake u notaciji na papiru izgledaju isto, ali najveće razlike dolaze iz violine veličine, jer je zbog toga zahtjevnije glazbalo od malene i lagane violine. (Postoje anegdotalni dokazi u kojima violinisti koji nekoliko mjeseci sviraju violu, na sviranje violine vraćaju se s poboljšanom vještinom).
- Djeca najčešće ne uče svirati violu, nego violinu, da bi tek kasnije (nakon što im sama veličina viole ne predstavlja problem) eventualno prešli na violu.
- Kada svirač prijeđe s violine na violu (ili obratno), viola će općenito imati vidno veće tijelo kao i dužinu žica. Prve najuočljivije prilagodbe kroz koje svirač mora proći su uporaba šireg prstohvata, širi i intenzivniji vibrato lijeve ruke i držanje gudala i desne ruke dalje od vlastitog tijela. Svirač mora također pružati lakat dalje, ili u većem luku, kako bi gudalom dohvatio najdublju žicu. To prstima omogućava veću čvrstoću i čišći ton. Osim ako je violist obdaren osobito velikim dlanovima, koristi se drugačiji prstomet koji je karakterističan za često korištenje polupozicije ili mijenjanje pozicije, dok je na violini dovoljna samo jedna.
- Na violi su obično ugrađene deblje žice nego na violini. U kombinaciji s njenom veličinom, to daje niži raspon tonova i boja zvuka postaje tamnija, dublja i nježnija. No ta debljina također znači da viola "govori" sporije od svoje rođakinje-soprana. Praktično govoreći, ako violist i violinist sviraju zajedno, violist mora početi pomicati gudalo djelić sekunde ranije nego violinist kako bi proizveo zvuk koji počinje u istom trenutku kao i zvuk violine. Deblje žice također zahtijevaju primjenu većeg pritiska gudalom.
- Zbog debljih i dužih žica violist koristi jagodice prstiju, a ne vrhove, što je pomak prema tehnici sviranja violončela.
- Violino gudalo je malo kraće od violininog, sa širom vrpcom načinjenom od konjske dlake što je pogotovo vidljivo u modernim gudalima. Gudala za violu (70 do 74 grama) teža su od gudala za violinu (58 do 61 grama).

## Ugađanje viole
Violine četiri žice ugođene su u kvintama: C3 je najniži ton, a iznad njega su G, D i A. Ovo ugađanje je točno za jednu kvintu ispod onoga od violine, tako da njihove tri žice daju tonove zajedničke visine (G, D i A), a jednu oktavu je ispod violončela. Usprkos tome, kakvoća tona i boja zvuka razlikuju se, iako ih neki glazbenici i ljudi koji ne sviraju gudačke instrumente teško razaznaju.
Viole se ugađaju okretanjem vijaka oko kojih su omotane žice. Povećanje napetosti žice povećava visinu i oštrinu tona, a otpuštanje ga snižava. Prvo se ugađa žica A, obično na 440 Hz, a ostale se usklađuju prema njoj, svaka za kvintu više, gudeći istovremeno dvije žice, koristeći koju spravu za ugađanje (klavijatura, vilica) ili metodom koja se najčešće koristi u orkestrima: uspoređujući tonove s već ugođenim instrumentima.
Ugađanje C-G-D-A koristi se u velikoj većini cjelokupne glazbe za violu, no i drugi načini ugađanja povremeno se koriste u europskoj klasičnoj glazbi (scordatura) i u nekim stilovima narodne glazbe. Mozart u svom djelu Sinfonia Concertante za violinu, violu i orkestar, koji je skladan u Es-duru, skladao je violsku dionicu u D-duru i naznačio da žice viole moraju biti dignute za jedan polustupanj; namjera mu je vjerojatno bila dati violi svjetliji ton kako bi izbjegao da bude pretiha u odnosu na ostatak orkestra. Lionel Tertis je u jednoj svojoj transkripciji Elgarovog koncerta za violončelo napisao polagani stavak s C žicom sniženom na B (H sniženo za polustupanj), čime je omogućio da viola jedan odlomak svira za oktavu niže. Tu i tamo, žica C može biti ugođena na ton D.

## Glazba za violu
U povijesti se viola rjeđe koristila za solo koncerte i sonate nego violina i violončelo. To se često pripisivalo njenom zvuku koji je nježniji i nešto manje oštar nego zvuk violine i govorilo se da je manje primjeren za prikazivanje virtuozne vještine sviranja.

### Čitanje glazbe
Notni zapis napisan za violu razlikuje se od zapisa za ostale instrumente prvenstveno u tome što se koristi altovski ključ, koji se osim u glazbi za violu rijetko viđa. Note za violu također koriste violinski ključ kada postoje znatniji odlomci napisani u višim registrima.
Linije u notnom zapisu za violu označavaju sljedeće tonove (od dna prema vrhu): F, A, C, E, G
praznine označavaju ove tonove: G, H, D i F.

### Uloga viole u klasičnoj glazbi prije 20. stoljeća
U ranoj orkestralnoj glazbi dionica za violu vrlo je često ograničena na popunjavanje harmonija s malo melodijskog materijala. Kada je violi u tom razdoblju dana melodijska dionica, najčešće je to bilo unisono ili oktavu razlike u odnosu na druge gudačke instrumente. Uočljiva iznimka je Brandenburški koncert br. 6 Johanna Sebastiana Bacha koji dvjema violama daje glavnu melodijsku ulogu (koncert je skladan za dvije viole, violončelo, dvije viole da gamba i kontinuo).
Primjer glazbenog djela skladanog prije 20. stoljeća sa solo dionicom za violu je skladba Hectora Berlioza "Harold u Italiji", no postoji i nekoliko koncerata iz baroknog i klasičnog razdoblja kao najraniji poznati koncert za violu Georga Telemanna, te koncerti Franza Antona Hoffmeistera i Carla Stamitza.
Viola igra važnu ulogu u komornoj glazbi. Wolfgang Amadeus Mozart je ponešto uspio u oslobađanju viole kada je skladao šest gudačkih kvinteta za koje se smatra da uključuju neka od njegovih najvećih djela. Kvinteti koriste dvije viole, što oslobađa instrumente (pogotovo prvu violu) solo odlomcima i povećava zvukovnu punoću ansambla. Mozart je također skladao za violu u svojim Simfonijama concertante u kojima među solistima viola ima jednaku važnost kao i violina. Među ranim radovima Johannesa Brahmsa uloga viole je značajna. Njegovo prvo objavljeno djelo za komornu glazbu, Sekstet za gudače op. 18 sadrži dionicu koja u svom trajanju postaje pravi solo za violu. Kasnije u životu napisao je dvije vrlo cijenjene sonate za klavir i klarinet koje je transkribirao za violu. Također je skladao Dvije pjesme za alt s violom i klavirom (Zwei Gesänge für eine Altstimme mit Bratsche und Pianoforte), op. 91 te brojne druge. Antonín Dvořák svirao je violu i govorio je da mu je to omiljeno glazbalo; njegova komorna glazba puna je važnih dijelova za violu. Drugi češki skladatelj Bedřich Smetana u svom Kvartetu za gudače br. 1 još zvanom "Iz mog života" znatnu dionicu uključuje i strastven uvod koji se izvodi na violi.
Povremeno je viola imala veliku ulogu i u orkestralnoj glazbi. Npr. u šestoj varijaciji iz serije Enigma variations Edwarda Elgara zvanoj "Ysobel".
Dok je repertoar za violu prilično velik, količina skladana prije 20. stoljeća relativno je malena. Violisti su stoga često primorani svirati aranžmane skladane za violinu, violončelo ili druga glazbala.

### Od 20. stoljeća
Početkom 20. stoljeća mnogi skladatelji počeli su stvarati djela za violu, na što ih je potaknuo dolazak solista na violi kao što su Lionel Tertis. Za njega su komornu glazbu skladali Englezi Arthur Bliss, York Bowen, Benjamin Dale i Ralph Vaughan Williams. William Walton i Béla Bartók skladali su poznate koncerte za violu. Jedan od rijetkih skladatelja koji su ostavili znatnu glazbu baš za violu je Paul Hindemith koji je i sam bio violist i često svoja djela izvodio na premijerama. Debussyjeva Sonata za flautu, violu i harfu nadahnula je mnoge druge skladatelje na stvaranje djela s istim instrumentima. Elliot Carter je također skladao za violu. Njegova Elegija jedna je od poznatijih djela za violu koja je kasnije prilagođena klarinetu. Ernst Toch skladao je Impromtu (op. 90b) za solo violu. Ernest Bloch koji je poznat po skladbama nadahnutima židovskom glazbom, napisao je skladbu "Suite Hebraique" za solo violu i orkestar. Skladateljica Rebecca Helferich Clarke također je svirala violu i za nju skladala glazbu.

### Suvremena popularna glazba
Viola se ponekad koristi i u suvremenoj, većinom avangardnoj popularnoj glazbi. Utjecajni sastav Velvet underground poznat je po korištenju viole kao i novije skupine 10,000 maniacs, "Defiance, Ohio", The funetics i drugi. 
I u jazz glazbi bilo je violista, od gudačkih sekcija s početka 20. stoljeća do nekolicine solista i kvarteta od 60-ih na dalje. No u suvremenoj popularnoj glazbi vrlo je neuobičajeno vidjeti uporabu pojedinačnih gudačkih glazbala - pretpostavljeni izbor obično su instrumenti poput flaute ili cijeli orkestri nego gudački solisti, jer njihove više tonove često nadglasaju drugi instrumenti, pogotovo ako su električni, pa i pjevači.

### Viola u narodnoj glazbi
Iako se ne koristi tako često kao violina, viola ima svoju ulogu i u narodnoj glazbi širom svijeta. Istraživanje o uprabi viole u narodnoj glazbi koje je provela dr. Lindsay Aitkenhead navodi sljedeće glazbenike na violi: Cath James, David Lasserson, Eliza Carthy, Mary Ramsey, Ben Ivitsky, Gina Le Faux, Helen Bell, Jayne Coyle, Jim O'Neill, Jim Wainwright, Lindsay Aitkenhead, Mark Emerson, Miranda Rutter, Nancy Kerr, Pete Cooper i Susan Heeley.
Viola je važan prateći instrument u mađarskim i rumunjskim orkestrima narodne glazbe, pogotovo u Transilvaniji. Tamo viola obično ima tri žice: G, D i A, gdje je A oktavu niži nego na klasičnoj violi, most je polegnut i glazbalo se obično koristi u ritmičnom sviranju trozvuka.